# 旺财乐队
旺财乐队，中国大陆的一支摇滚乐队，独创了“喜剧摇滚”风格。

## 乐队历史
旺财乐队组建于2000年九月，又名板砖与片刀
乐队成员包括梁涛，崔旭东（同年就读于河北省艺术学校，现NICO乐队吉他兼主唱）旬亮（同年就读于河北省艺术学校，现不明）组成最初阵容。组件原因为近期有演出，梁涛、崔旭东两人闲来无事，于是拉上旬亮组队。曾用名旺财乐队、来福乐队、建国乐队。最终确定为旺财乐队。
乐队早期作品有：《马老墩》、《奶奶SAY》、《小二黑结婚》、《友善的狗》
近期由于诸多原因，崔旭东与梁涛已经离队，只剩下梁涛孤军奋战。

## 乐队成员
- 梁涛：吉他、贝司、主唱、合声、词曲（代号：史蒂芬*梁）
- 杨海军：吉他、主唱、合声、词曲（代号：托马斯·杆中杆）
- 毕志峰：吉他、键盘、鼓、合声（代号：小B）
- 苏雷：吉他、RY9鼓机、键盘（代号：苏苏）
- 曹迪：吉他、合声、词、现场演员（代号：包子曹）
- 崔旭东：吉他、合声、词曲、临时演员、全活等（代号：皮搋子）
- 赵亚楠：吉他、合声、曲、现场演员（代号：扁子楠）
- XX：吉他、主唱、词曲、合声（隐藏人物，暂时保密）
- 临时客串、演员等等。

## 专辑

### 《运用你的想象力Vol.3》
2003年4月1日推出首张专辑《运用你的想象力Vol.3》〔《运用你的想象力·第三辑》 〕。
专辑名称：运用你的想象力Vol.3〔《运用你的想象力·第三辑》 〕
艺术家：旺财乐队
厂牌：SOROCK（我爱摇滚乐）
CD编号：CD-12
卡带编号：CS-12
风格：喜剧摇滚（应该是没有风格的风格）
标题：一支简称W.C.的乐队的惊险搞笑之旅
规格：增强型CD，内附“马老敦”Flash MV
曲目列表：
01.奶奶Say
02.马老敦
03.工程师
04.乱码
05.BoomtreeMan
06.杆儿中杆儿
07.友善的狗
08.随想
09.和弦大叔
10.上下五千年

### 《痛苦的》
2006年推出第二张专辑《痛苦的》
曲目列表：
01.菩提树下（第一版）
02.小二黑结婚（硬版）
03.来福（绝版）
04.友善的狗（ReMix版）
05.一壶白酒（二胡版）
06.杆中杆（星战版）
07.马老蹲（FUNK版）
08.硬奶（硬摇滚版奶奶SAY）
09.和弦大叔（98年屎版）
10.随想（98年屎版）
11.如果我变成一道阳光从城市上空下降那么一定会把你刺伤（纯净版）
12.小狄到了以后（请慎重欣赏）
13.上边儿人听的东西儿（请慎重欣赏）
14.这你妈是给人听的东西哦？（请慎重欣赏）